# Ammavarikuppam
Ammavarikuppam es una ciudad censal situada en el distrito de Tiruvallur en el estado de Tamil Nadu (India). Su población es de 10750 habitantes (2011). Se encuentra a 59 km de Tiruvallur.

## Demografía
Según el censo de 2011 la población de Ammavarikuppam era de 10750 habitantes, de los cuales 5499 eran hombres y 5251 eran mujeres. Ammavarikuppam  tiene una tasa media de alfabetización del 80,95%, superior a la media estatal del 80,09%: la alfabetización masculina es del 91,31%, y la alfabetización femenina del 70,13%.